# Massoud Massoud
Youssef Massoud Massoud (* 28. April 1940 in Kafroun, Syrien; † 17. August 2024 in Cleveland, Ohio, Vereinigte Staaten) war maronitischer Bischof von Latakia.

## Leben
Massoud Massoud empfing am 2. August 1970 die Priesterweihe und wurde in den Klerus der Apostolischen Administratur Laodicea inkardiniert.
Papst Johannes Paul II. ernannte ihn am 23. Juni 2001 zum Bischof von Latakia. Die Bischofsweihe spendete ihm der Maronitische Patriarch von Antiochien und des ganzen Orients, Nasrallah Pierre Kardinal Sfeir, am 8. September desselben Jahres; Mitkonsekratoren waren Youhanna Fouad El-Hage, Erzbischof von Tripoli del Libano, und Roland Aboujaoudé, Weihbischof in Antiochien.
Von seinem Amt trat er am 16. Januar 2012 zurück.